# Estrilda perreini
Estrilda perreini là một loài chim trong họ Estrildidae.